# Dragon Ball Z: Fukkatsu no Fusion!! Gokū to Vegeta
Dragon Ball Z: Fukkatsu no fusion!! Gokū to Vegeta (ドラゴンボールZ 復活のフュージョン!!悟空とベジータ Dragon Ball Z Fukkatsu no fusion!! Gokū to Vegjīta?, Dragon Ball Z: ¡¡El renacer de la fusión!! Gokū y Vegeta) es la 15.ª película basada en la serie de manga y anime Dragon Ball, y la 12.ª de la etapa Dragon Ball Z, fue estrenada el 4 de marzo de 1995.

## Argumento
En el Otro Mundo, un oni adolescente vigila una máquina de limpieza de espíritus y el fuerte volumen de su walkman le distrae haciendo que la máquina explote. El oni es engullido por la esencia espiritual maligna liberada y se transforma en Janemba, un enorme monstruo infantil con habilidades de manipulación dimensional. Como resultado, los difuntos resucitan y regresan al mundo de los vivos, mientras que en el más allá, los espíritus que pudieron conservar sus cuerpos los pierden.
Son Goku y Paikuhan están luchando en un torneo cuando son interrumpidos por la aparición de una extraña sustancia parecida al cristal y son enviados a investigar la perturbación por el Gran Kaiosama. Descubren que la "estación de registro" de la otra vida está encerrada en una barrera de cristal que también es inmune a sus ráfagas de energía. Desde el interior de la estación, el Gran Rey Enma, su ayudante atrapado, les dirige hacia Janemba, que se niega a abandonar la barrera. Son Goku atrae a Janemba al infierno mientras Paikuhan trabaja para liberar al Gran Rey Enma.
Mientras tanto, la Tierra es asediada por una serie de zombis y soldados y un ejército de villanos del pasado liderados por Frieza que atacan una ciudad hasta que Son Gohan y Videl intervienen y el primero lo destruye haciendo que los villanos se dispersen. Son Goten y Trunks reúnen las Esferas del Dragón, invocan al dragón Shenlong y le piden que reconstruya la barrera entre los vivos y los muertos, pero es incapaz de hacerlo. En el Infierno, Janemba utiliza sus poderes poco ortodoxos para superar a Son Goku hasta que éste se transforma en Super Saiyajin 3 y aparentemente mata al monstruo, que simplemente se transforma en una forma mucho más pequeña aunque más poderosa y siniestra: Super Janemba. Son Goku se ve abrumado por Super Janemba pero Vegeta ha recuperado su cuerpo físico y llega a tiempo para ayudar. Sin embargo, los dos Saiyajin siguen sin ser rivales para Super Janemba y se ven obligados a esconderse. Son Goku propone utilizar la Técnica de la Fusión, pero Vegeta por su orgullo se niega a fusionarse con Son Goku.
Paikuhan sigue intentando liberar al Gran Rey Enma sin éxito, y en su ira, insulta a la sustancia de cristal lo que hace que se resquebraje ligeramente. Sin embargo, los peores insultos de Paikuhan no causan suficiente daño para rescatar al Gran Rey Enma, por lo que decide ayudar a Son Goku y Vegeta en su lucha. Después de mucha persuasión, Vegeta a regañadientes acepta fusionarse con Son Goku, pero en un principio no logra extender su dedo índice cuando es necesario y la fusión falla, dando como resultado una forma débil y obesa llamada Veku. Super Janemba golpea duramente a Veku y casi lo mata, pero afortunadamente la fusión se anula, forzando a Son Goku y Vegeta a escapar a tiempo de un mortal ataque. Por otro lado, Paikuhan llega para distraer a Super Janemba el tiempo suficiente, para que Son Goku y Vegeta intenten nuevamente la fusión, logrando esta vez fusionarse con éxito y se transforman en el inmensamente poderoso Super Gogeta, que rápidamente gana la ventaja sobre Super Janemba y utiliza su Destructor de Almas para limpiar al demonio de la esencia maligna que lleva dentro, haciendo que vuelva a su forma oni y huya asustado.
Una vez derrotado Super Janemba, su control sobre la realidad desaparece y el difunto regresa a la otra vida. Después de compartir una despedida de buen grado con Son Goku, Vegeta vuelve a su forma espiritual y desaparece. De vuelta a la Tierra, Son Gohan, Videl, Son Goten y Trunks regresan a casa y los dos últimos se burlan de los primeros por su relación. En una escena posterior a los créditos, se ve a un Shenlong aún invocado en la Corporación Cápsula, que sigue esperando un deseo.

## Censura en Europa
Debido a que los muertos vuelven a la vida, aparecen en el mundo real antiguos enemigos ya derrotados como Freezer, pero también aparecen personajes de la cultura popular como Romeo y Julieta, Drácula o Adolf Hitler. Este último (aunque en ningún momento se dice su nombre) protagoniza varias escenas en la que, junto a su tropa de soldados, planea atacar la ciudad, pero tanto él como su batallón son eliminados por Son Goten y Trunks. Esta escena sólo se pudo ver en la versión original japonesa y americana. En Europa, la escena en la que aparece esta parodia de Hitler fue eliminada. Esta escena permaneció inédita en España hasta que la distribuidora Selecta Visión lanzó las películas remasterizadas en DVD en 2007 a partir del master original japonés, en la que se incluyó la escena de Hitler sin censura, en V.O. con subtítulos (ya que no fue doblada en su momento, al estar censurada).

## Personajes
Son Gokū ( 孫 悟空 Son Goku?)
 Seiyū: Masako Nozawa
Vegeta (ベジータ  Bejīta?)
 Seiyū: Ryo Horikawa
Gogeta (ゴジータ  Gojīta?)
 Seiyū: Masako Nozawa
 Seiyū: Ryo Horikawa
Paikuhan (パイクーハン Paikuhan?)
 Seiyū: Hikaru Midorikawa
Son Gohan (孫 悟飯 Son Gohan?)
 Seiyū: Masako Nozawa
Videl (ビーデル  Bīderu?)
 Seiyū: Yūko Minaguchi
Son Goten (孫 悟天 Son Goten?)
 Seiyū: Masako Nozawa
Trunks (トランクス  Torankusu?)
 Seiyū: Takeshi Kusao
Gotenks (ゴテンクス Gotenkusu?)
 Seiyū: Masako Nozawa
 Seiyū: Takeshi Kusao
Kaiō del Norte (北の界王 Kita no Kaiō?)
 Seiyū: Jōji Yanami
Kaiō del Sur (南の界王  Minami no Kaiō?)
Seiyū: Toku Nishio
Kaiō del Este (東の界王 Higashi no Kaiō?)
Seiyū: Keiko Yamamoto
Kaiō del Oeste (西の界王 Nishi no Kaiō?)
 Seiyū: Bin Shimada
Gran Kaiō (大界王 Dai Kaiō?)
Seiyū: Ryuuji Saikachi
Mr. Satán (ミスター・サタン Misutaa Satan?)
 Seiyū: Daisuke Gōri
Bulma (ブルマ  Buruma?)
 Seiyū: Hiromi Tsuru
Chichi (チチ Chi Chi?)
 Seiyū: Naoko Watanabe
Enma Daiō (閻魔大王 Enma Daiō?)
 Seiyū: Daisuke Gōri
Freeza (フリーザ  Furīza?)
 Seiyū: Ryusei Nakao
Shenlong (神龍 Shen Long?)
 Seiyū: Tessho Genda
Janemba (ジャネンバ Janenba?)
 Seiyū: Tessho Genda

## Reparto
| Personaje           | Actor de voz (Japón) | Doblaje (Hispanoamérica) | Doblaje (España)     |
| ------------------- | -------------------- | ------------------------ | -------------------- |
| Son Gokū            | Masako Nozawa        | Mario Castañeda          | José Antonio Gavira  |
| Vegeta              | Ryō Horikawa         | René García              | Alberto Hidalgo      |
| Gogeta              | Masako Nozawa        | Mario Castañeda          | José Antonio Gavira  |
| Gogeta              | Ryo Horikawa         | René García              | Alberto Hidalgo      |
| Paikuhan            | Hikaru Midorikawa    | Enrique Mederos (†)      | Alejandro Albaiceta  |
| Son Gohan           | Masako Nozawa        | Luis Alfonso Mendoza     | Miguel Ángel Montero |
| Son Goten           | Masako Nozawa        | Laura Torres             | Ana Cremades         |
| Trunks              | Takeshi Kusao        | Gaby Willer              | María Sarmiento      |
| Gotenks             | Masako Nozawa        | Laura Torres             | Ana Cremades         |
| Gotenks             | Takeshi Kusao        | Gaby Willer              | María Sarmiento      |
| Videl               | Yuko Minaguchi       | Carola Vázquez           | Pilar Valdés         |
| Janemba             | Tessho Genda         | Víctor Ugarte            | Paco Lozano          |
| Janemba             | Tessho Genda         | José Luis Castañeda      | Paco Lozano          |
| Kaio-sama del Norte | Joji Yanami          | José Luis McConnell      | Mariano Peña         |
| Kaio-sama del Este  | Keiko Yamamoto       | Joana Brito (†)          | Julia Olivia         |
| Kaio-sama del Oeste | Bin Shimada          | Enrique Mederos (†)      | Ángel Corpa          |
| Kaio-sama del Sur   | Kazuyuki Sogabe      | César Soto               | Juan Ochoa           |
| Gran Kaio-sama      | Ryūji Sakaichi       | Eduardo Borja            | Carlos Álvarez-Novoa |
| Saike               | Tessho Genda         | Víctor Ugarte            | Paco Lozano          |
| Mr. Satán           | Daisuke Gori         | Ricardo Brust            | Jorge Tomé           |
| Chi-chi             | Naoko Watanabe       | Patricia Acevedo         | Julia Olivia         |
| Bulma               | Hiromi Tsuru (†)     | Mónica Manjarrez         | Nonia De La Gala     |
| Freezer             | Ryūsei Nakao         | Gerardo Reyero           | Ángel Corpa          |
| Adolf Hitler        | Bin Shimada          | Enrique Mederos (†)      |                      |
| Drácula             | Masahiro Anzai       | César Soto               | Juan Ochoa           |
| Romeo               | Bin Shimada          | Gabriel Pingarrón        | Jorge Tomé           |
| Julieta             | Yuko Minaguchi       | Isabel Martiñón          | Ana Cremades         |
| Shenlong            | Kenji Utsumi         | Abel Rocha               | Jesús Prieto         |
| Narrador            | Jōji Yanami          | José Lavat (†)           | Jorge Tomé           |